# Ivor Darreg
Ivor Darreg, vlastním jménem Kenneth Vincent Gerard O'Hara, (5. května 1917 – 12. února 1994) byl americký hudební teoretik a skladatel, který se věnoval mikrotonální hudbě. Mimo svou skladatelskou činnost se věnoval výrobě amplifikovaných hudebních nástrojů (elektrické violoncello, klavichord, varhany a další). Zavedl termín xenharmonická hudba. Velkou část svého života prožil v Kalifornii, převážně v Los Angeles nebo jeho okolí.